# 12101 Trujillo
12101 Trujillo (1998 JX2) là một tiểu hành tinh vành đai chính.